# Bonsmoulins
Bonsmoulins é uma comuna francesa na região administrativa da Normandia, no departamento Orne. Estende-se por uma área de 7,43 km². Em 2010 a comuna tinha 244 habitantes (densidade: 32,8 hab./km²).